# Petit Le Mans 2007
Navigation
Édition précédente Édition suivante
10e édition de l'épreuve, le Petit Le Mans a été remporté le 6 octobre 2007 par l'Audi R10 N°1 d'Allan McNish et Rinaldo Capello. On note également durant cette épreuve un final haletant où les deux premiers ont franchi la ligne d'arrivée avec 0.923 secondes d'écart après les 1 600 km parcourus.

## Résultats
Les vainqueurs de chaque catégorie sont signalés par un fond jaune.
| Classement | Catégorie | no | Équipe                                      | Pilotes                                                | Châssis                          | Pneus | Tours |
| Classement | Catégorie | no | Équipe                                      | Pilotes                                                | Moteur                           | Pneus | Tours |
| ---------- | --------- | -- | ------------------------------------------- | ------------------------------------------------------ | -------------------------------- | ----- | ----- |
| 1          | LMP1      | 1  | Audi Sport North America                    | Rinaldo Capello Allan McNish                           | Audi R10 TDI                     | M     | 394   |
| 1          | LMP1      | 1  | Audi Sport North America                    | Rinaldo Capello Allan McNish                           | Audi TDI 5.5L Turbo V12 (Diesel) | M     | 394   |
| 2          | LMP2      | 7  | Penske Racing                               | Romain Dumas Timo Bernhard Patrick Long                | Porsche RS Spyder Evo            | M     | 394   |
| 2          | LMP2      | 7  | Penske Racing                               | Romain Dumas Timo Bernhard Patrick Long                | Porsche MR6 3.4L V8              | M     | 394   |
| 3          | LMP2      | 20 | Dyson Racing                                | Chris Dyson Guy Smith                                  | Porsche RS Spyder Evo            | M     | 386   |
| 3          | LMP2      | 20 | Dyson Racing                                | Chris Dyson Guy Smith                                  | Porsche MR6 3.4L V8              | M     | 386   |
| 4          | LMP2      | 5  | Zytek Motorsports                           | Danny Watts Stefan Mücke Jan Charouz                   | Zytek 07S/2                      | M     | 383   |
| 4          | LMP2      | 5  | Zytek Motorsports                           | Danny Watts Stefan Mücke Jan Charouz                   | Zytek ZG348 3.4L V8              | M     | 383   |
| 5          | LMP1      | 88 | Creation Autosportif                        | Jamie Campbell-Walter Christophe Tinseau Harold Primat | Création CA07                    | D     | 377   |
| 5          | LMP1      | 88 | Creation Autosportif                        | Jamie Campbell-Walter Christophe Tinseau Harold Primat | Judd GV5.5 S2 5.5L V10           | D     | 377   |
| 6          | LMP2      | 16 | Dyson Racing                                | Butch Leitzinger Andy Wallace Andy Lally               | Porsche RS Spyder Evo            | M     | 372   |
| 6          | LMP2      | 16 | Dyson Racing                                | Butch Leitzinger Andy Wallace Andy Lally               | Porsche MR6 3.4L V8              | M     | 372   |
| 7          | LMP2      | 6  | Penske Racing                               | Sascha Maassen Ryan Briscoe Emmanuel Collard           | Porsche RS Spyder Evo            | M     | 370   |
| 7          | LMP2      | 6  | Penske Racing                               | Sascha Maassen Ryan Briscoe Emmanuel Collard           | Porsche MR6 3.4L V8              | M     | 370   |
| 8          | LMP2      | 9  | Highcroft Racing                            | David Brabham Stefan Johansson Robbie Kerr             | Acura ARX-01a                    | M     | 365   |
| 8          | LMP2      | 9  | Highcroft Racing                            | David Brabham Stefan Johansson Robbie Kerr             | Acura AL7R 3.4L V8               | M     | 365   |
| 9          | GT1       | 4  | Corvette Racing                             | Oliver Gavin Olivier Beretta Max Papis                 | Chevrolet Corvette C6.R          | M     | 364   |
| 9          | GT1       | 4  | Corvette Racing                             | Oliver Gavin Olivier Beretta Max Papis                 | Chevrolet LS7-R 7.0L V8          | M     | 364   |
| 10         | GT2       | 45 | Flying Lizard Motorsports                   | Johannes van Overbeek Jörg Bergmeister Marc Lieb       | Porsche 911 GT3 RSR (997)        | M     | 353   |
| 10         | GT2       | 45 | Flying Lizard Motorsports                   | Johannes van Overbeek Jörg Bergmeister Marc Lieb       | Porsche 3.8L Flat-6              | M     | 353   |
| 11         | GT2       | 71 | Tafel Racing                                | Wolf Henzler Dominik Farnbacher                        | Porsche 911 GT3 RSR (997)        | M     | 351   |
| 11         | GT2       | 71 | Tafel Racing                                | Wolf Henzler Dominik Farnbacher                        | Porsche 3.8L Flat-6              | M     | 351   |
| 12 Abd     | LMP2      | 8  | B-K Motorsports Mazdaspeed                  | Jamie Bach Ben Devlin Raphael Matos                    | Lola B07/46                      | K     | 350   |
| 12 Abd     | LMP2      | 8  | B-K Motorsports Mazdaspeed                  | Jamie Bach Ben Devlin Raphael Matos                    | Mazda MZR-R 2.0L Turbo I4        | K     | 350   |
| 13         | GT2       | 18 | Rahal Letterman Racing                      | Tommy Milner Ralf Kelleners Graham Rahal               | Porsche 911 GT3 RSR (997)        | M     | 350   |
| 13         | GT2       | 18 | Rahal Letterman Racing                      | Tommy Milner Ralf Kelleners Graham Rahal               | Porsche 3.8L Flat-6              | M     | 350   |
| 14         | LMP1      | 06 | Team Cytosport                              | Greg Pickett Klaus Graf Memo Gidley                    | Lola B06/10                      | D     | 346   |
| 14         | LMP1      | 06 | Team Cytosport                              | Greg Pickett Klaus Graf Memo Gidley                    | AER P32T 4.0L Turbo V8           | D     | 346   |
| 15         | GT2       | 54 | Team Trans Sport Racing                     | Terry Borcheller Tim Pappas Marc Basseng               | Porsche 911 GT3 RSR (997)        | Y     | 342   |
| 15         | GT2       | 54 | Team Trans Sport Racing                     | Terry Borcheller Tim Pappas Marc Basseng               | Porsche 3.8L Flat-6              | Y     | 342   |
| 16         | GT2       | 44 | Flying Lizard Motorsports                   | Darren Law Lonnie Pechnik Seth Neiman                  | Porsche 911 GT3 RSR (997)        | M     | 341   |
| 16         | GT2       | 44 | Flying Lizard Motorsports                   | Darren Law Lonnie Pechnik Seth Neiman                  | Porsche 3.8L Flat-6              | M     | 341   |
| 17         | LMP1      | 2  | Audi Sport North America                    | Lucas Luhr Marco Werner                                | Audi R10 TDI                     | M     | 330   |
| 17         | LMP1      | 2  | Audi Sport North America                    | Lucas Luhr Marco Werner                                | Audi TDI 5.5L Turbo V12 (Diesel) | M     | 330   |
| 18         | GT2       | 62 | Risi Competizione                           | Mika Salo Jaime Melo Johnny Mowlem                     | Ferrari F430 GTC                 | M     | 330   |
| 18         | GT2       | 62 | Risi Competizione                           | Mika Salo Jaime Melo Johnny Mowlem                     | Ferrari 4.0L V8                  | M     | 330   |
| 19 Abd     | GT1       | 27 | Doran Racing                                | Didier Theys Fredy Lienhard Andrea Bertolini           | Maserati MC12 GT1                | M     | 314   |
| 19 Abd     | GT1       | 27 | Doran Racing                                | Didier Theys Fredy Lienhard Andrea Bertolini           | Maserati 6.0L V12                | M     | 314   |
| 20         | LMP1      | 12 | Autocon Motorsports                         | Chris McMurry Bryan Willman Michael Lewis              | Creation CA06/H                  | D     | 304   |
| 20         | LMP1      | 12 | Autocon Motorsports                         | Chris McMurry Bryan Willman Michael Lewis              | Judd GV5 5.0L V10                | D     | 304   |
| 21         | GT2       | 21 | Panoz Team PTG                              | Bill Auberlen Joey Hand Tom Kimber-Smith               | Panoz Esperante GT-LM            | Y     | 302   |
| 21         | GT2       | 21 | Panoz Team PTG                              | Bill Auberlen Joey Hand Tom Kimber-Smith               | Ford (Élan) 5.0L V8              | Y     | 302   |
| 22 Abd     | LMP1      | 10 | Arena Motorsports International             | Tom Chilton Darren Manning                             | Zytek 07S                        | M     | 288   |
| 22 Abd     | LMP1      | 10 | Arena Motorsports International             | Tom Chilton Darren Manning                             | Zytek 2ZG408 4.0L V8             | M     | 288   |
| 23 Nc      | GT2       | 61 | Risi Competizione Krohn Racing              | Tracy Krohn Niclas Jönsson Darren Turner               | Ferrari F430 GTC                 | M     | 279   |
| 23 Nc      | GT2       | 61 | Risi Competizione Krohn Racing              | Tracy Krohn Niclas Jönsson Darren Turner               | Ferrari 4.0L V8                  | M     | 279   |
| 24 Abd     | GT2       | 31 | Petersen Motorsports White Lightning Racing | Peter Dumbreck Dirk Müller                             | Ferrari F430 GTC                 | M     | 123   |
| 24 Abd     | GT2       | 31 | Petersen Motorsports White Lightning Racing | Peter Dumbreck Dirk Müller                             | Ferrari 4.0L V8                  | M     | 123   |
| 25 Abd     | GT2       | 53 | Robertson Racing                            | David Robertson Andrea Robertson Arie Luyendyk Jr.     | Panoz Esperante GT-LM            | D     | 106   |
| 25 Abd     | GT2       | 53 | Robertson Racing                            | David Robertson Andrea Robertson Arie Luyendyk Jr.     | Ford (Élan) 5.0L V8              | D     | 106   |
| 26 Abd     | LMP2      | 15 | Lowe's Fernández Racing                     | Adrian Fernández Luis Diaz                             | Lola B06/43                      | M     | 87    |
| 26 Abd     | LMP2      | 15 | Lowe's Fernández Racing                     | Adrian Fernández Luis Diaz                             | Acura AL7R 3.4L V8               | M     | 87    |
| 27 Abd     | LMP1      | 37 | Intersport Racing                           | Jon Field Clint Field Richard Berry                    | Lola B06/10                      | D     | 60    |
| 27 Abd     | LMP1      | 37 | Intersport Racing                           | Jon Field Clint Field Richard Berry                    | AER P32T 4.0L Turbo V8           | D     | 60    |
| 28 Abd     | LMP2      | 26 | Andretti Green Racing                       | Bryan Herta Vitor Meira Tony Kanaan                    | Acura ARX-01a                    | M     | 50    |
| 28 Abd     | LMP2      | 26 | Andretti Green Racing                       | Bryan Herta Vitor Meira Tony Kanaan                    | Acura AL7R 3.4L V8               | M     | 50    |
| 29 Abd     | GT2       | 73 | Tafel Racing                                | Jim Tafel Nathan Swartzbaugh Lars-Erik Nielsen         | Porsche 911 GT3 RSR (997)        | M     | 28    |
| 29 Abd     | GT2       | 73 | Tafel Racing                                | Jim Tafel Nathan Swartzbaugh Lars-Erik Nielsen         | Porsche 3.8L Flat-6              | M     | 28    |
| 30 Abd     | GT1       | 3  | Corvette Racing                             | Johnny O'Connell Jan Magnussen Ron Fellows             | Chevrolet Corvette C6.R          | M     | 15    |
| 30 Abd     | GT1       | 3  | Corvette Racing                             | Johnny O'Connell Jan Magnussen Ron Fellows             | Chevrolet LS7-R 7.0L V8          | M     | 15    |
| Nq         | GT2       | 11 | Primetime Race Group                        | Joel Feinberg Chapman Ducote                           | Dodge Viper Competition Coupe    | M     | -     |
| Nq         | GT2       | 11 | Primetime Race Group                        | Joel Feinberg Chapman Ducote                           | Dodge 8.3L V10                   | M     | -     |

## Statistiques
- Pole Position : no 2 Audi Sport North America - 1:08.906
- Tour le plus rapide : no 1 Audi Sport North America - 1:09.195